# 900
| Calendário gregoriano                                                        | 900 CM                                                |
| Ab urbe condita                                                              | 1653                                                  |
| Calendário arménio                                                           | 349 – 350                                             |
| Calendário bahá'í                                                            | -944 – -943                                           |
| Calendário budista                                                           | 1444                                                  |
| Calendário chinês                                                            | 3596 – 3597 Início a 4 de fevereiro (aproximadamente) |
| Calendário copta                                                             | 616 – 617                                             |
| Calendário etíope                                                            | 892 – 893                                             |
| Calendários hindus - Vikram Samvat - Calendário nacional indiano - Cáli Iuga | 955 – 956 821 – 822 4000 – 4001                       |
| Calendário Holoceno                                                          | 10900                                                 |
| Calendário islâmico                                                          | 287 – 288                                             |
| Calendário judaico                                                           | 4660 – 4661                                           |
| Calendário persa                                                             | 278 – 279                                             |
| Calendário rúnico                                                            | 1150                                                  |
| Calendário solar tailandês                                                   | 1443                                                  |

900 (CM, na numeração romana) foi um ano bissexto, o último do século IX do Calendário Juliano, da Era de Cristo, teve início a uma terça-feira e terminou a uma quarta-feira e as suas letras dominicais foram F e E (52 semanas).
No território que viria a ser o reino de Portugal estava em vigor a Era de César que já contava 938 anos.
| Ano completo                          |
| ------------------------------------- |
| Ano bissexto com início à terça-feira |

## Eventos
- Fundação da Escola de Medicina de Salerno, a primeira escola leiga.
- O rei viquingue Haroldo, o Louro une a Noruega num só reino.

## Nascimentos
- Fernão Gonçalves ou Fernão Gonzalez — conde de Castela, Álava, Lara, Burgos e Leão. Em 950 cria as fundações para a independência de Castela  (m. 970).
- Fulque II de Anjou "O Bom" — conde de Anjou e de Toulouse  (m. 958).
- Robaldo de Arles — conde de Arles  (m. 936).
- Ramiro II de Leão — rei de Leão  (m. 965).
- Damásio I de Brioude — visconde de Brioude  (m. 962).
- Hermenegildo Gonçalves — conde de Portucale  (m. 950).
- Mumadona Dias — condessa de Portucale  (m. 968).
- Paio Gonçalves — conde de Deza
- Arnaldo I de Cominges — conde de Cominges e de Carcassona  (m. 957).
- Ausenda Guterres — rainha de Leão  (m. 931).